# منبج
منبج (به عربی: منبج‎) (به کردی: مه‌نبج، Minbic‎) (به سریانی: ܡܒܘܓ‎) شهری در استان حلب در کشور سوریه واقع شده است. جمعیت این شهر ۷۰٬۳۴۶ نفر است.
ساکنین این شهر را کردها، عرب‌ها تشکیل می‌دهند. مَنبِج، زادگاه شاعر مشهور عرب، بُحتُری است.

## جنگ داخلی سوریه

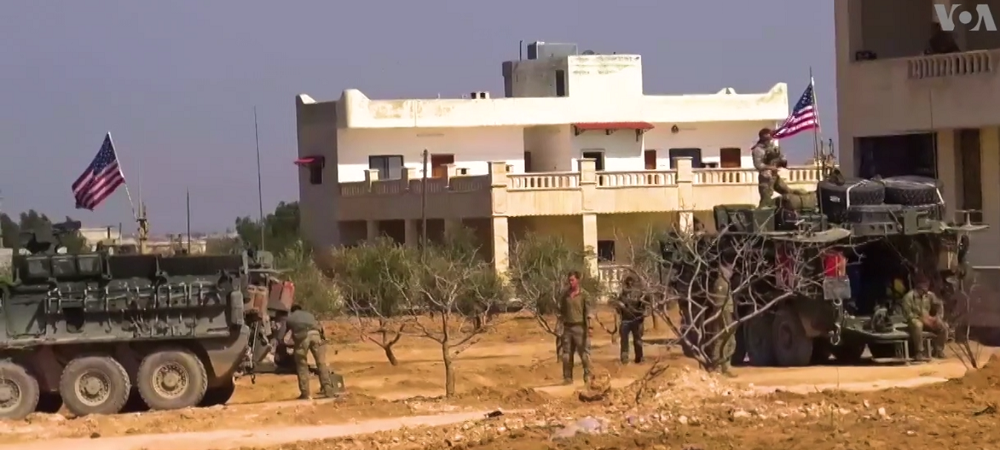
نیروهای عملیات ویژهٔ ایالات متحده در نزدیکی منبج، به عنوان مشاوران نیروهای دموکراتیک سوریه عمل می‌کنند، مارس ۲۰۱۷

پیش از این و در سال‌های اولیهٔ جنگ داخلی سوریه، منبج جمعیت زیادی از مسلمانان عرب، کرد و قفقازی را در خود جای داده بود که بسیاری از آن‌ها به دنبال دستور نقشبندیه صوفی بودند. زندگی اجتماعی-سیاسی این شهر تحت سلطهٔ قبایل اصلی آن بود. رهبران قبیله‌ای به عنوان میانجی و قاضی مناقشات بزرگ در منبج خدمت می‌کردند، در حالی که نیروهای امنیتی دولت تا حد زیادی به جرائم کوچک رسیدگی می‌کردند. این شهر در مقایسه با شهرهای بزرگ مسلمانان سنی در حومهٔ حلب نسبتاً لیبرال بود.
در جریان جنگ داخلی، در ۲۰ ژوئیهٔ ۲۰۱۲، گروه‌های شورشی مخالف دولت سوریه کنترل منبج را به دست گرفتند که پس از آن شهر را اداره کردند. در ماه دسامبر ۲۰۱۲، یک انتخابات برای تعیین یک شورای محلی برگزار شد. در ژانویهٔ ۲۰۱۴، نیروهای دولت اسلامی عراق و شام (داعش) پس از بیرون راندن شورشیان، شهر را تحت کنترل خود درآوردند. این شهر از آن زمان به مرکزی برای تجارت آثار باستانی و تجهیزات حفاری باستان‌شناسی تبدیل شده بود. در ژوئن سال ۲۰۱۶، نیروهای دموکراتیک سوریه (SDF) عملیاتی را برای بازپس‌گیری منبج آغاز کردند و تا ۸ ژوئن به‌طور کامل شهر را محاصره کرده بودند. در ۱۲ اوت ۲۰۱۶، SDF بعد از یک درگیری دوماهه، کنترل کامل منبج را به دست گرفت.

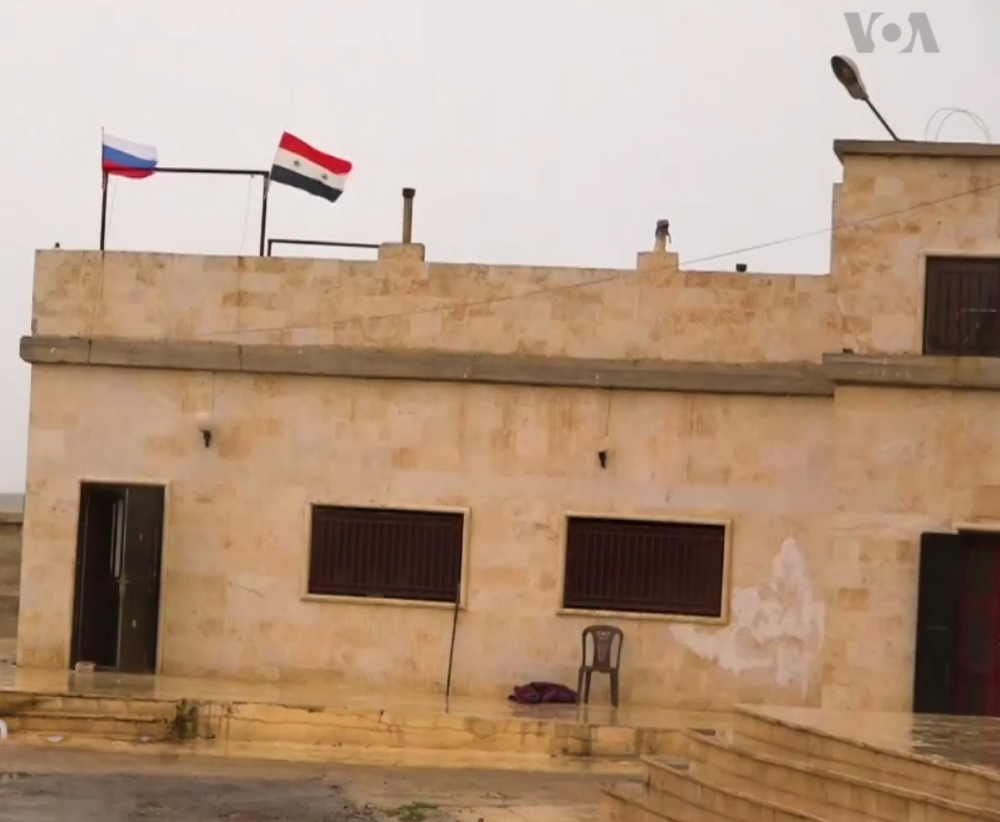
پایگاه مشترک سوریه و روسیه در نزدیکی منبج، ۲۰۱۷

تا ۱۵ اوت ۲۰۱۶، هزاران نفر از شهروندان آواره شده در منبج در حال بازگشت به شهر بودند. در ۱۹ اوت ۲۰۱۶، شورای نظامی منبج بیانیه‌ای کتبی صادر کرد و اعلام کرد که امنیت مرکز شهر منبج و روستاهای تصرف شده را برقرار کرده است.
منبج توسط شورای شهر منبج به ریاست مشترک شیخ فاروق ماشی و صالح حاج محمد، به عنوان بخشی از کانتون شهبا در چارچوب فدراسیون شمال سوریه اداره می‌شود. در حالیکه مدیریت دولتی از جمله مدارس دولتی پس از داعش، عادی شده بود، کمیتهٔ آشتی برای غلبه بر شکاف ایجاد شده توسط جنگ داخلی تشکیل شده بود، و کمک‌های انسان‌دوستانهٔ بین‌المللی تبدیل به تحولات سیاسی و اجتماعی از نظر دموکراسی مستقیم و برابری جنسیتی شده بود. بازسازی پس از جنگ داخلی یک چالش بزرگی محسوب می‌شد.

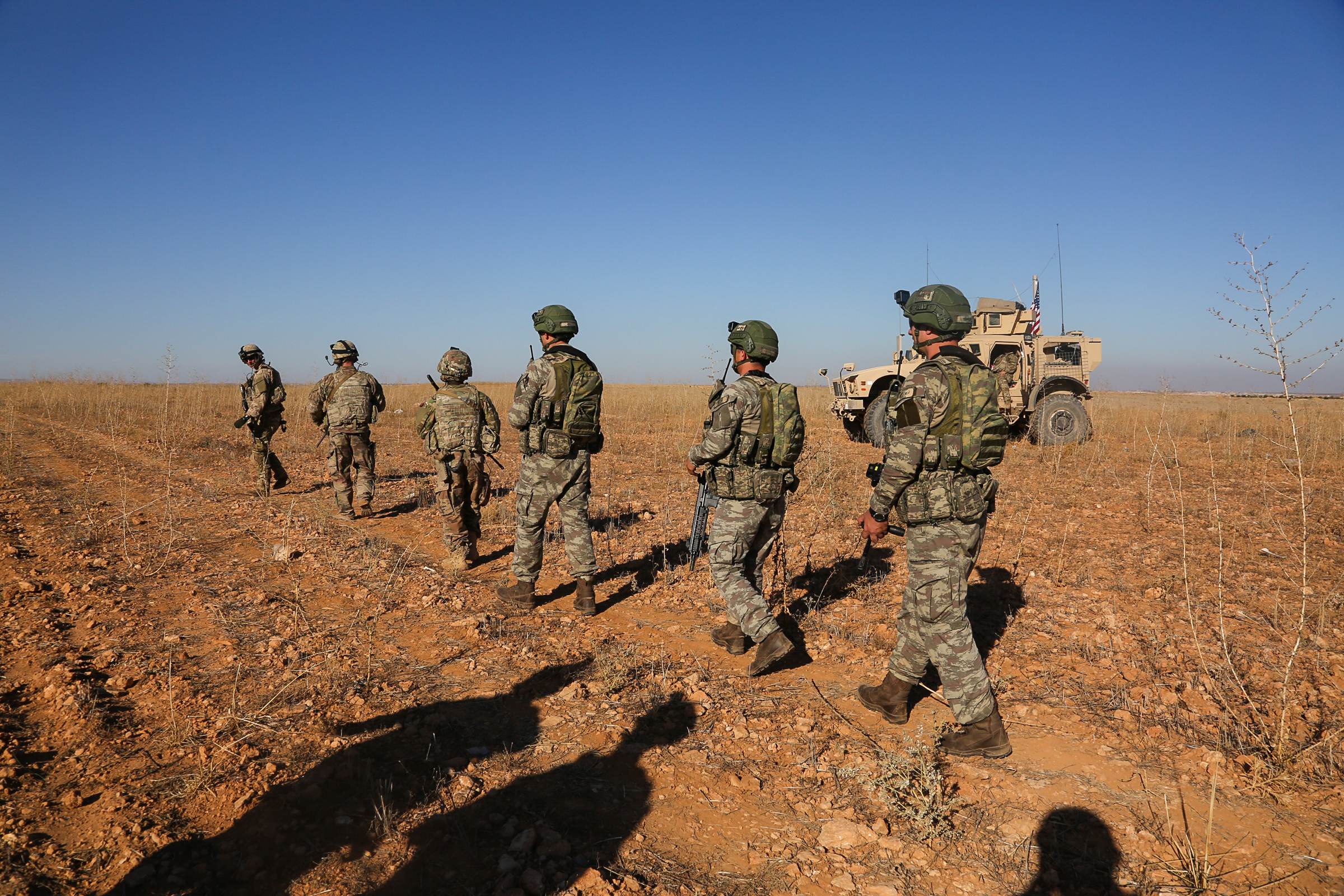
سربازان آمریکایی و ترکیه‌ای در ۱ نوامبر ۲۰۱۸ در حومهٔ منبج گشتزنی کردند.

تا اکتبر ۲۰۱۹، پیش از آنکه ایالات متحدهٔ آمریکا و دیگر نیروهای غربی از شمال سوریه عقب‌نشینی کنند، منبج مرکزی برای کارگروه عملیات مشترک آمریکایی برای آموزش نظامی نیروهای SDF در مبارزه علیه داعش و دیگر شبه‌نظامیان اسلامی در سوریه بود. در ۲۶ فوریه، ایالات‌متحده حمایت خود را از امنیت شورای نظامی منبج اعلام کرد. گزارش‌ها حاکی از آن است که آمریکا پس از اعلام این خبر، نیروهای ویژه و چندین محمولهٔ نظامی را به منبج فرستاده بود.
در ۱۲ مارس ۲۰۱۷، مجلس قانونگذاری منبج با رؤسای جمهور انتخاب شد که پس از آن اداره را به دست گرفتند. در طی نشست اعضای این کمیته، رؤسای جمهور و کمیته‌ها پس از سخنرانی و ارزیابی‌ها تعیین شدند. ۱۳ کمیته مشخص شد. این ۱۳ کمیتهٔ جدید شامل ۷۱ عرب، ۴۳ کُرد، ۱۰ ترکمن، ۸ سرکسی، یک ارمنی و یک چچنی می‌باشند.
در ۱ نوامبر ۲۰۱۸، سربازان ترکیه و آمریکا گشت‌های مشترک در اطراف منبج در امتداد خطوط مقدم منطقهٔ شورشیان سپر فرات و شورای نظامی منبج را آغاز کردند. گشت‌های مشترک به عنوان بخشی از «نقشهٔ راه» برای کاهش تنش میان ستیزجویان در منطقه و تنش میان دو طرف هم‌پیمانان ناتو دیده شدند.
در ۲۸ دسامبر ۲۰۱۸، رسانه‌های دولت سوریه اعلام کردند که ارتش سوریه وارد منبج شده است، ادعایی که توسط منابع دیگر مورد اختلاف قرار گرفته و گزارش شده است که نیروهای سوریه‌ای در منطقهٔ اطراف شهر مستقر شده‌اند و وارد منبج نشده‌اند.
در ۱۵ ژانویهٔ ۲۰۱۹ یک حملهٔ انتحاری در منبج که گفته می‌شود کار داعش بوده، دست‌کم ۱۹ کشته بر جای گذاشت. چهار تن از کشته‌شدگان و سه تن دیگر از زخمی‌شدگان، پرسنل نظامی آمریکا بوده‌اند. دو نفر از کشته‌های آمریکا، سرباز بوده‌اند و دو نفر دیگر غیرنظامی بوده‌اند که یکی از آن‌ها یک کارمند وزارت دفاع آمریکا بود که در حمایت از آژانس اطلاعات دفاع کار می‌کرد و یکی از کارمندان Valiant خدمات یکپارچه بود که مقاطعه‌کار از عملیات‌های آمریکا بود.
پس از خروج نیروهای آمریکایی و دیگر نیروهای غربی از شمال سوریه، در جریان حملهٔ نظامی ترکیه به شمال سوریه، در ۱۵ اکتبر ۲۰۱۹، ارتش سوریه و پلیس نظامی روسیه وارد منبج شدند تا مانع حملهٔ ترکیه و ارتش آزاد سوریه (تحت حمایت ترکیه) به منبج شوند.